# Port lotniczy Barra
Port lotniczy Barra (ang. Barra Airport, IATA: BRR, ICAO: EGPR) – port lotniczy z krótkim pasem, znajdującym się na plaży Tràigh Mhòr na północnym skrawku wyspy Barra na Hebrydach Zewnętrznych w Szkocji. Jest to jedyny na świecie port lotniczy znajdujący się na plaży, z którego odlatują i lądują regularne samoloty pasażerskie. Operatorem portu jest Highlands and Islands Airports Limited. Na plaży wytyczone są trzy pasy, oznaczone drewnianymi tyczkami. Każdy z pasów zwrócony jest w innym kierunku, dzięki czemu operujące na tym lotnisku samoloty typu Twin Otter mogą niemal zawsze lądować pod wiatr. Podczas przypływu pasy lotniska są zalane wodą i czasy lądowania i startu są uzależnione od pływów.
W 2007 port obsłużył 10 415 pasażerów.

## Kierunki lotów i linie lotnicze
| Linia lotnicza | Kierunek   |
| -------------- | ---------- |
| Loganair       | 1. Glasgow |

## Galeria

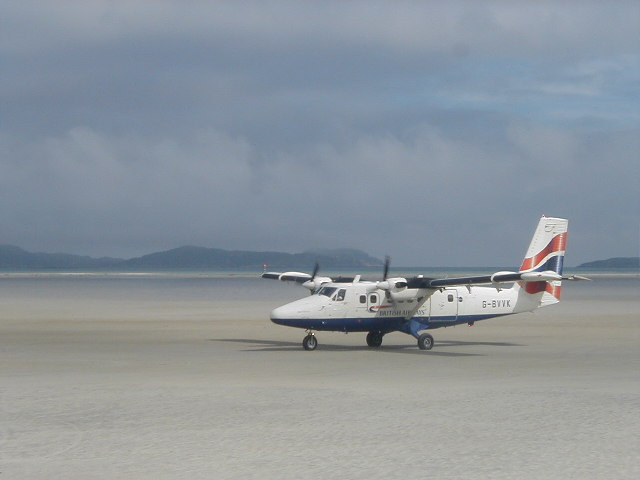
Samolot Twin Otter po wylądowaniu w Barra